# Vivants (film)
Pour les articles homonymes, voir Vivant.
Pour plus de détails, voir Fiche technique et Distribution.
Vivants est un film dramatique français réalisé par Alix Delaporte, sorti en 2023.

## Synopsis
Gabrielle, à la fin de son BTS audiovisuel, obtient, sur recommandation, un stage dans l'équipe de reportages de l'émission Reporters d'une chaîne de télévision. Elle y apprend les ficelles du métier de cameraman, après avoir été « responsable matériel » pour faire ses premières armes. Elle y découvre un monde de journalistes passionnés, créatifs et solidaires, qui se voient confrontés aux profondes métamorphoses de leur métier dues, en partie, à l'essor du numérique. À la suite de toujours plus de réductions des coûts, les grands reportages aux quatre coins du monde font place à d'autres sur des défilés de mode ou des sujets sociaux en région parisienne. Malgré leur engagement, ils vont devoir faire face à des difficultés et des déceptions qui les amèneront à la suppression de l'émission, après quinze ans de succès. Gabrielle, grâce à son implication au sein de l'équipe, va trouver un vrai poste de cameraman, payé, pour un correspondant d'une télévision belge ami de Vincent, le rédacteur en chef de Reporters.

## Fiche technique
Sauf indication contraire, les informations mentionnées dans cette section peuvent être confirmées par les bases de données cinématographiques IMDb et Allociné,  présentes dans la section « Liens externes ».
- Titre original : Vivants
- Réalisation : Alix Delaporte
- Scénario : Alix Delaporte et Alain Le Henry
- Musique : Evgueni Galperine et Sacha Galperine
- Décors : Nicolas De Boiscuillé
- Costumes : Caroline Spieth
- Photographie : Inès Tabarin
- Son : Arnaud Roland et Éric Tisserand
- Montage : Virginie Bruant
- Production : Alain Attal
- Sociétés de production : Trésor Films, Artémis Productions, Proximus, Voo et BeTV
- Société de distribution : Pyramide Distribution
- Budget : 4,5 millions d'euros
- Pays de production :  France
- Langue originale : français
- Format :
- Genre : Drame
- Durée : 83 minutes
- Dates de sortie :
  - Italie : 6 septembre 2023 (Venise)
  - France : 
    - 26 janvier 2024 (Bron)
    - 14 février 2024 (en salles)

## Distribution
- Alice Isaaz : Gabrielle Lemarquand
- Roschdy Zem : Vincent
- Vincent Elbaz : Damien Lacaze
- Pascale Arbillot : Camille Wasteel
- Pierre Lottin : Alex
- Jean-Charles Clichet : Kosta
- Grégoire Leprince-Ringuet : Big Boss
- François de Brauer : Jo
- Nicolas Carpentier : Laurent
- Guillaume Marquet : Simon
- Maxime d'Aboville : le conseiller ministériel
- Audrey Marnay : Stéphanie, la top model